# Guateque
Guateque – miasto w Kolumbii, w departamencie Boyacá.